# Android Go
Android Go, ufficialmente Android (Go edition), è una versione di Android più leggera, semplificata e priva di personalizzazioni, progettata per essere installata su smartphone di fascia bassa con meno di 3 GB di RAM.
Android Go è apparso per la prima volta il 5 dicembre 2017, in seguito al rilascio di Android 8.1 Oreo.

## Descrizione
Questa versione di Android è stata ottimizzata per ridurre l'utilizzo dei dati mobili (inclusa l'attivazione di default della modalità "risparmio dati") ed è dotata di una suite di applicazioni Google progettata per essere meno esosa in termini di risorse di sistema e di consumo di banda internet. Anche l'app Google Play Services è stata riadattata in maniera tale da ridurre l'impatto sulla memoria e sulla CPU. All'interno del Google Play Store c'è una sezione che mette in evidenza le app Google consuete ma in versione più leggera (nome originale app seguito da Go) adatte a questo sistema operativo.
L'interfaccia di sistema, seppur basata e simile in alcuni aspetti ad Android One, è diversa, con il pannello delle impostazioni rapide che dà maggiore risalto alle informazioni riguardanti la batteria, il limite dei dati mobili e la memoria disponibile; il menu del multitasking utilizza un layout modificato, più semplice e può contenere solo quattro app al fine di ridurre il consumo di RAM.
Tra le limitazioni più importanti, vi è invece l'impossibilità di connettere i dispositivi con Android Go alle unità multimediali delle vetture predisposte per Android Auto e Mirrorlink. Non è nemmeno utilizzabile con alcuni smart watch (ad esempio Samsung Watch) e dispositivi analoghi.

## Versioni
Android Go è stato reso disponibile agli OEM da Android 8.1 e versioni successive.
- 8.1 Oreo (Go edition) (5 dicembre 2017)
- 9 Pie (Go edition) (15 agosto 2018)
- 10 (Go edition) (25 settembre 2019)
- 11 (Go edition) (10 settembre 2020)
- 12 (Go edition) (14 dicembre 2021)
- 13 (Go edition) (19 ottobre 2022)
- 14 (Go edition) (15 dicembre 2023)